# چرا عشق من را نمی‌خواهی؟ (ترانه)
«چرا عشقِ من را نمی‌خواهی؟» (انگلیسی: Why Don't You Want My Love?) آهنگی از خوانندهٔ آمریکایی لاتویا جکسون است. جکسون پس از ضبط ششمین آلبوم استودیویی خود دخترِ بد، که قرار بود در سال ۱۹۹۱ توزیع شود، قراردادی با بی‌سی‌ام رکوردز در آلمان امضا کرد.